# 釜山要塞
釜山要塞（ふざんようさい）とは、朝鮮半島南部の港湾防備のため設置された大日本帝国陸軍の要塞である。当初は鎮海湾要塞と呼称。

## 概要
日露戦争に伴い、日本海軍が鎮海湾を安全に使用するため、1904年8月、第3臨時築城団が編成され、猪島砲台・外洋浦砲台が着工された。1905年4月、鎮海湾要塞司令部が設置された。
ワシントン会議以後、鎮海湾要塞の重要性は増し、1924年10月から1939年8月まで、その他の砲台と補助建築物を建造し、朝鮮海峡・釜山港の防備を強化した。要塞砲兵部隊である馬山重砲兵大隊は馬山重砲兵連隊に拡大改編され、要塞砲としては比較的新型の四五式十五糎加農砲が配備された。1941年7月7日には関東軍特種演習に伴い、準戦備及び要塞部隊の動員・臨時編成が下令された。
1942年6月、要塞の名称を釜山要塞と改称した。要塞砲部隊も7月1日に釜山要塞重砲兵連隊（通称号：朝鮮第7400部隊）となった。終戦時の同連隊の連隊長は橋口又七であった。

## 年譜
- 1904年（明治37年）8月 - 猪島砲台・外洋浦砲台着工
  - 12月 猪島砲台・外洋浦砲台竣工
- 1905年（明治38年）4月 - 鎮海湾要塞司令部設置
- 1909年（明治42年）8月30日 - 要塞司令部が慶尚南道昌原郡馬山に移転[1]。
- 1913年（大正2年）12月19日 - 要塞司令部が慶尚南道馬山府鎮海に移転[2]。
- 1924年（大正13年）10月 - 張子嶝砲台着工
- 1930年（昭和5年）3月10日 - 司令部構内で開かれた陸軍記念日祝賀上映会で火災が発生し、市民107人死亡、10人負傷（鎮海事件）[3]。
  - 10月 - 張子嶝砲台竣工
- 1934年（昭和9年）5月 - 張子嶝第2砲台着工
- 1935年（昭和10年）12月 - 張子嶝第2砲台竣工
- 1936年（昭和11年）7月 - 只心島砲台着工
  - この年 長承浦砲台竣工・猪島砲台廃止
- 1937年（昭和12年）7月 - 機張砲台・絶影島砲台着工
- 1938年（昭和13年）1月 - 只心島砲台竣工
- 1939年（昭和14年）2月 - 絶影島砲台竣工
  - 3月 機張砲台竣工
- 1942年（昭和17年）6月 - 釜山要塞に名称変更。

## 主要な施設
釜山
- 張子嶝砲台（砲塔砲台） ※未成戦艦「土佐」の主砲塔を設置。
- 張子嶝第2砲台（低砲台）
- 絶影島砲台
- 機張砲台

鎮海
- 外洋浦砲台

巨済島
- 猪島砲台 ※1936年廃止
- 只心島砲台
- 長承浦砲台

## 歴代司令官

### 鎮海湾要塞司令官
- （兼）山路通信 砲兵少佐：1905年4月19日 - 1907年10月9日
- （兼）和田新蔵 砲兵中佐：1907年10月9日 -
- （兼）松丸松三郎 砲兵中佐：1908年12月21日 - 1911年11月22日
- （兼）山中茂 砲兵少佐：1911年11月22日 - 1913年6月25日 ＊本務・鎮海湾重砲兵大隊長
- （兼）城見多美弥 砲兵中佐：1913年6月25日 - 1914年6月13日 ＊本務・鎮海湾重砲兵大隊長
- 柳貫一 砲兵大佐：1914年6月13日 - 1915年8月10日
- 古川岩太郎 砲兵大佐：1915年8月10日 -
- 宮下善告 大佐：1918年3月13日 -
- 垂井明平 少将：1918年7月24日 -
- 芝生佐市郎 少将：1919年7月25日 -
- 佐藤小次郎 少将：1920年2月23日 -
- 曽田孝一郎 少将：1921年2月25日 - 1922年8月15日[4]
- 庄田藤治 少将：1922年8月15日 -
- 河田四十一 少将：1923年8月6日 -
- 松村純 少将：1925年5月1日 -
- 大泉製之助 少将：1927年7月26日 -
- 桜井源之助 少将：1928年8月10日 -
- 西郷豊彦 少将：1930年4月28日 -
- 西村迪雄 少将：1932年4月11日 - 1934年3月5日[5]
- 柴平四郎 少将：1934年3月5日 -
- 石田保道 少将：1935年3月15日 -
- 橋本群 少将：1935年10月11日 -
- 石原常太郎 少将：1936年8月1日 -
- 小泉恭次 少将：1938年7月15日 -
- 下山源平 少将：1939年3月9日 -
- 矢野音三郎 少将：1939年12月1日 -
- 大津和郎 少将：1940年7月22日 -
- 伴健雄 少将：1941年8月10日 - 1942年6月26日

### 釜山要塞司令官
- 椎名正健 少将：1942年6月26日 -
- 石本貞直 少将：1943年6月10日 -
- 石川琢磨 少将：1944年5月10日 -